# Leone di Caprera

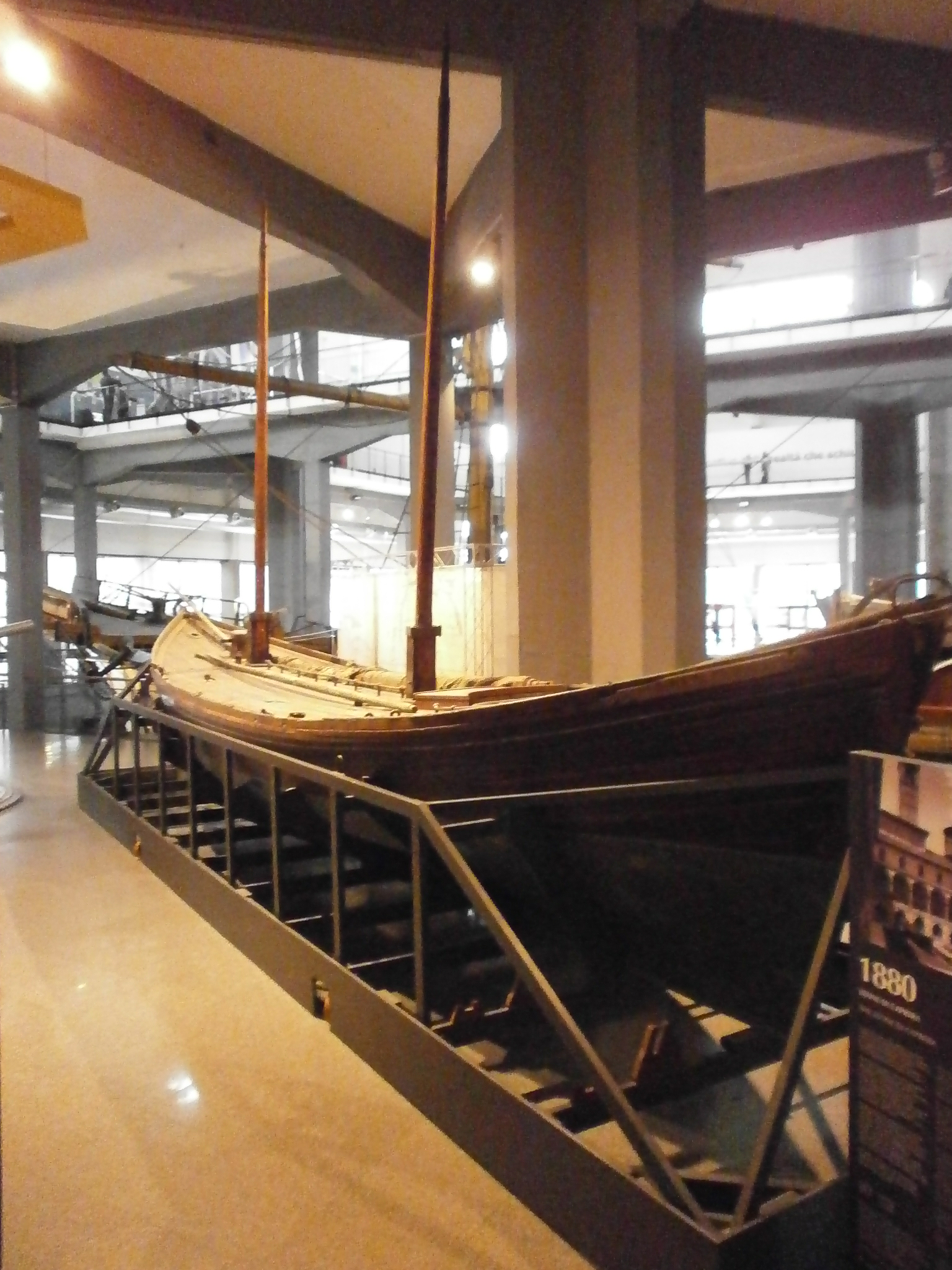
La goletta al Museo della Scienza e della Tecnica di Milano

Il Leone di Caprera è una goletta di 9 metri di lunghezza, di tre tonnellate di stazza, armata di due alberi, costruita nel 1879 dal maestro d'ascia Luigi Briasco di Montevideo.
Fu così chiamata in onore di Giuseppe Garibaldi, l'esule di Caprera.

## Caratteristiche costruttive
Le caratteristiche di costruzione e armamento fanno del Leone di Caprera un esemplare unico. Il capitano dell'imbarcazione così lo descrive:
(Vincenzo Fondacaro. Diario di bordo)
Si tratta di un'imbarcazione da diporto a vela, del tipo baleniera.
È costruita in legno a fasciame longitudinale di algarrobo e con fasciame interno parziale.
Le strutture sono in massello di algarrobo, con chiodame in rame.
Il ponte di coperta è realizzato in doghe di noce, pino bianco e cannella.
All'interno sono presenti due cilindri di rame sigillati, destinati a fungere da ausili al galleggiamento, in caso cedimenti del fasciame.
Le dimensioni sono: 9 metri di lunghezza per 2,30 di larghezza, puntale di 110 centimetri circa. L'altezza di costruzione a prua è di circa 160 centimetri.

## Un'imbarcazione da primato
A renderla famosa è stata proprio l'impresa navigatoria da lui sognata di compiere, con tre uomini di equipaggio, la traversata atlantica dall'Uruguay all'Italia nel 1880, un vero primato della marineria, per una imbarcazione di quelle dimensioni.
La traversata, iniziata da Montevideo il 3 ottobre 1880, raggiunse prima Las Palmas il 9 gennaio 1881, poi Gibilterra il 23 gennaio per concludersi a Livorno il 9 giugno 1881.

## Realizzazione
La goletta fu costruita tra numerose difficoltà, con finanziamenti di immigrati italiani in Uruguay ed Argentina per iniziativa di Vincenzo Fondacaro, originario di Bagnara Calabra (RC), di Orlando Grassoni, di Ancona, e di Pietro Troccoli di Marina di Camerota (SA).

## Equipaggio
L'equipaggio che compì la traversata era composto dai tre promotori. Questi i loro nomi, accompagnati da brevi note biografiche.
- Vincenzo Fondacaro (Bagnara Calabra (RC) 1844 – Oceano Atlantico 1893)

Emigrato in Inghilterra, aveva lavorato su navi mercantili, subendo, nel 1864, un naufragio.
Negli anni successivi iniziò a progettare una traversata dell'oceano. Divenuto nel 1876 capitano della marina mercantile inglese, nel 1880 compì la traversata sul "Leone di Caprera".
Il 30 maggio 1893 salpò da Buenos Aires per un'altra sfida che si sarebbe rivelata senza ritorno: nel mese di ottobre, infatti, il governo argentino ne annunciava la scomparsa in mare.
- Orlando Grassoni (Ancona, 1844 – Genova, 1901).

Marinaio con il padre, nel 1860 tentò di arruolarsi clandestinamente nelle camicie rosse di Garibaldi.
Navigò in America, Australia ed Asia, subendo diversi naufragi.
Nel 1874 conobbe Vincenzo Fondacaro partecipando, nel 1880, alla traversata dell'Atlantico sul "Leone di Caprera". Costretto in seguito all'emigrazione, morì a Genova nel 1901.
- Pietro Troccoli (Marina di Camerota (SA) 1852 – Montevideo 1939).

Era emigrato giovanissimo in Uruguay.
Lavorando nei cantieri navali di Montevideo, vi conobbe Fondacaro, con il quale partecipò alla costruzione del “Leone di Caprera”.
Al termine della traversata si recò a Caprera per consegnare a Garibaldi l'album con le firme degli italiani emigrati in Uruguay ed Argentina.
Si stabilì quindi in Uruguay, dove si sposò ed ebbe nove figli.
Morì a Montevideo nel 1939.
Per la traversata compiuta i tre membri dell'equipaggio furono decorati dal re con la medaglia d'oro.

## Diario di bordo
La prima edizione del diario di bordo della traversata fu stampata nel 1881. Nel 1884 ne fu data una seconda edizione. Il diario ha conosciuto una ristampa nel 2002 (Vincenzo Fondacaro, Dall'America all'Europa. Viaggio attraverso l'Oceano. Giuseppe Galzerano editore, 2002)

## Destino museale
L'imbarcazione non sfuggì al destino preconizzatole dal suo comandante e ideatore: subito dopo l'impresa, la goletta fu trasferita nel laghetto della Villa Reale di Milano.
Tutt'oggi proprietà del Comune di Milano - Museo del Risorgimento - Civiche raccolte storiche - è stata esposta, per un certo periodo, nel giardino del Museo nazionale della scienza e della tecnologia Leonardo da Vinci.
La goletta è stata poi temporaneamente ospitata nell'allestimento museale ricavato dalla Grotta di Lentiscelle, all'interno del Comune di Camerota.

### Interventi di restauro
Il 23 marzo 2007, la nave è stata trasferita a Livorno, per essere sottoposta a restauro da parte dell'Associazione per il Recupero delle Imbarcazioni d'Epoca (ARIE), secondo un progetto approvato dall'Istituto Centrale per il Restauro. Il progetto di restauro conservativo-museale e i relativi interventi sono durati all'incirca 24 mesi, e hanno avuto luogo nella città toscana presso il cantiere specializzato 'Old Fashioned Boats'. Uno speciale Comitato tecnico-scientifico, nato in seno ad ARIE, ha coadiuvato l'Associazione durante tutto il periodo di restauro del cimelio. La Presidenza di detto Comitato è stata affidata allo Studio Faggioni di La Spezia che ha diretto il restauro con la propria esperienza.
Serena Galvani, presidente di ARIE, è stata impegnata nelle operazioni prima di recupero e poi di restauro del bene storico per oltre dieci anni: “Il progetto ha inteso recuperare una memoria storica poco conosciuta, che ha reso orgogliosa la storia della Marineria italiana. Dedico gran parte della mia vita alla salvaguardia delle imbarcazioni di valore storico, battendomi, con l'associazione ARIE per i loro restauri filologici, affinché la collettività possa conoscere le loro storie straordinarie. Il costante lavoro svolto in questa direzione ha consentito di ottenere dal Parlamento italiano nel 2003 un articolato di Legge, oggi inserito nelle “Leggi Quadro dei Beni Culturali”, che finalmente riconoscono le barche di valore storico come “Beni Culturali” a tutti gli effetti”.
Il restauro del Leone di Caprera ha beneficiato dell'alto Patrocinio della Presidenza del Consiglio dei ministri e del Ministero per i Beni e le Attività Culturali, conferiti ad ARIE per il recupero di questo raro bene storico. Il Presidente della Repubblica Italiana, On. Giorgio Napolitano, con una lettera indirizzata a Serena Galvani, ha testimoniato il suo appoggio e sostegno all'operazione di ripristino del cimelio.
Il 9 giugno 2009 è tornato alla vita, a Livorno, esattamente 128 anni dopo il suo arrivo nella città toscana, avvenuto il 9 giugno del 1881. La cerimonia di presentazione del restauro completato si è svolta sulla banchina del Molo Mediceo antistante il Cantiere ove si sono svolti i lavori. Il “Varo Museale” del Leone di Caprera è stato presentato alle Autorità intervenute e alla Stampa da Giulio Guazzini, giornalista RAI, coadiuvato dal celebre skipper Cino Ricci.
Considerate le condizioni in cui versava, e nel pieno rispetto della volontà dei tre eroi che l'avrebbero voluto vedere esposto in un Museo, il Leone di Caprera è stato inserito in un progetto di restauro museale. Il futuro del cimelio non è infatti la navigazione, ma l'esposizione al grande pubblico presso una sede idonea che ne valorizzi il passato e l'importanza che questa imbarcazione rappresenta per l'Italia e per la Marineria nazionale.